# إل. ستيوارت هينكلي
إل. ستيوارت هينكلي هو سياسي أمريكي، ولد في 1902، وتوفي في 1968. نشط حزبياً في الحزب الجمهوري الكاليفورني ‏.